# Eliza Rocks
Die Eliza Rocks sind eine Gruppe bis zu 8 m hoher Klippen im Archipel der Südlichen Shetlandinseln. Sie liegen westlich der Zed Islands.
Das UK Antarctic Place-Names Committee benannte sie 1958 nach der 1794 gebauten Schmack Eliza, die zwischen 1821 und 1822 als Robbenfänger in den Gewässern um Desolation Island operierte.